# Cheap Monday
Cheap Monday var et svensk tøjmærke, ejet af H&M gennem selskabet Fabric Scandinavien. Tøjmærket blev skabt af Lars Karlsson, Örjan Andersson og Adam Friberg. Salget begyndte den 10. marts 2004, i begyndelsen kun i butikskæden Weekday, men senere blev tøjmærket også tilgængeligt hos butikker over hele Europa og i USA. Bukserne er kendt for at være virkelig stramtsiddende og er blevet forbundet med alternative musikgenre, som f.eks. indie og emocore. Senere anvendte H&M mærket på alt fra sko til trøjer.
I 2018 meddelte H&M, at mærket bliver nedlagt.